# Ray Manzarek
Raymond Daniel Manczarek Jr., dit Ray Manzarek, né le 12 février 1939 à Chicago aux États-Unis et mort le 20 mai 2013 à Rosenheim en Allemagne, est un musicien américain, cofondateur et claviériste du groupe The Doors.

## Biographie
Raymond Daniel Manczarek, d'origine polonaise, naît le 12 février 1939 à Chicago. Il est élevé dans le South Side et prend des cours de piano durant son enfance. Il étudie le cinéma à l'université de Californie à Los Angeles (UCLA) et fait la connaissance d'un autre étudiant, Jim Morrison, sur la plage de Venice en 1965. Après avoir écouté les textes de Morrison, Manzarek lui propose de fonder un groupe de rock afin de les mettre en musique. Ray joue déjà dans un groupe de surf music, Rick and the Ravens, formé avec ses deux frères Rick à la guitare et Jim à l'orgue et à l'harmonica, Patrick Stonier au saxophone, Roland Biscaluz à la bass et Vince Thomas à la batterie. Ray  rencontre le batteur John Densmore et le guitariste Robby Krieger lors d'une conférence sur la Méditation transcendantale. Densmore dit : « Il n'y aurait pas eu The Doors sans le Maharishi. ». Ils fondent ensemble, avec Morrison, le groupe The Doors, leur nom fait référence à l'ouvrage Les Portes de la perception (The Doors of Perception) de l'écrivain Aldous Huxley, dont le titre est inspiré d'une citation du poète mystique William Blake,.

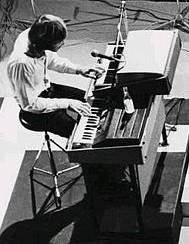
Ray Manzarek sur scène en 1968.

Le groupe enregistre six albums studio entre 1967 et 1971. Chacun d'eux atteint le top 10 du Billboard 200, le classement des meilleures ventes d'albums aux États-Unis. En 1968, l'album Waiting for the Sun se classe numéro 1 durant quatre semaines. Durant leur carrière, ils vendent plusieurs dizaines de millions d'albums et 15 de leurs singles figurent au Billboard Hot 100. Les claviers de Ray Manzarek font partie des éléments caractéristiques de leur musique. Il utilise un orgue Vox Continental et un piano électrique Fender Rhodes. Il introduit des éléments de jazz, de rhythm and blues ou encore de ragtime dans la musique du groupe. Les Doors se produisent en concert sans bassiste et Manzarek joue les lignes de basse de la main gauche sur un clavier Rhodes Piano Bass,.

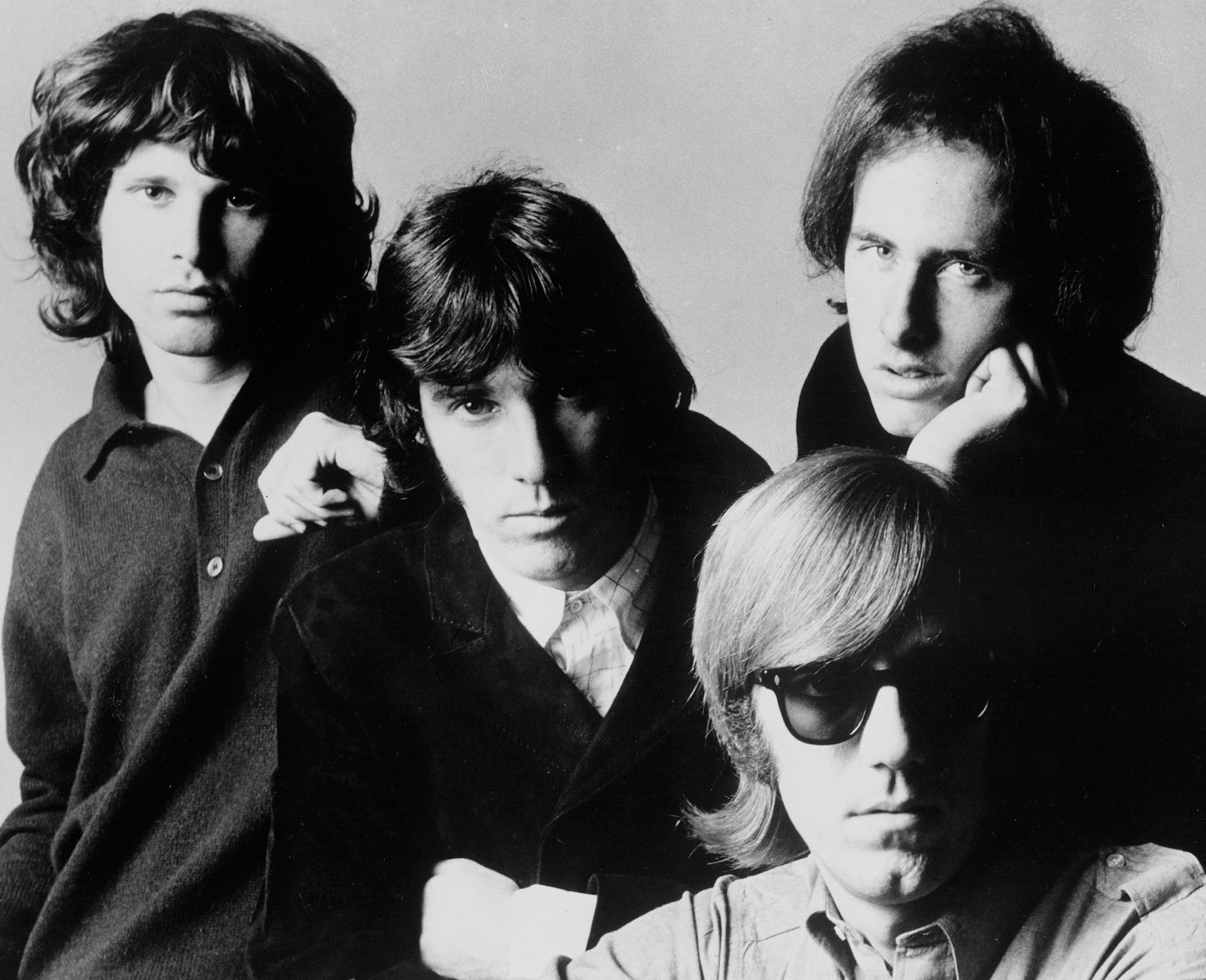
The Doors en 1968 : Jim Morrison, John Densmore, Robby Krieger et Ray Manzarek.

Les Doors se séparent en 1973, deux ans après la mort de Jim Morrison à Paris. Ray Manzarek commence à enregistrer des albums en solo. Durant les années 1980, il produit les quatre premiers albums du groupe punk de Los Angeles X, avec lequel il joue parfois des claviers, et ils reprennent d'ailleurs la chanson Soul Kitchen sur leur album Los Angeles de 1980. En 1987, il fait une apparition remarquée sur l’album d’Echo and the Bunnymen, groupe post punk, fidèle héritier des Doors, en y interprétant le solo du titre «  Bedbugs and Ballyhoo ».
En 1998, l'éditeur G. P. Putnam's Sons publie son autobiographie intitulée Light My Fire: My Life With the Doors. En 2002, Manzarek et le guitariste Robby Krieger, se produisent avec différents musiciens, dont le chanteur Ian Astbury, sous le nom "The Doors of the 21st Century". John Densmore, l'ancien batteur du groupe californien, tente de les empêcher d'utiliser le nom « The Doors » et après une longue bataille juridique la formation se rebaptise Riders on the Storm, en référence au titre des Doors, puis Manzarek–Krieger.
En 2013, Ray Manzarek est hospitalisé à Rosenheim en Bavière. Il y meurt le 20 mai 2013, à 74 ans, des suites d'un cholangiocarcinome,.

## Discographie

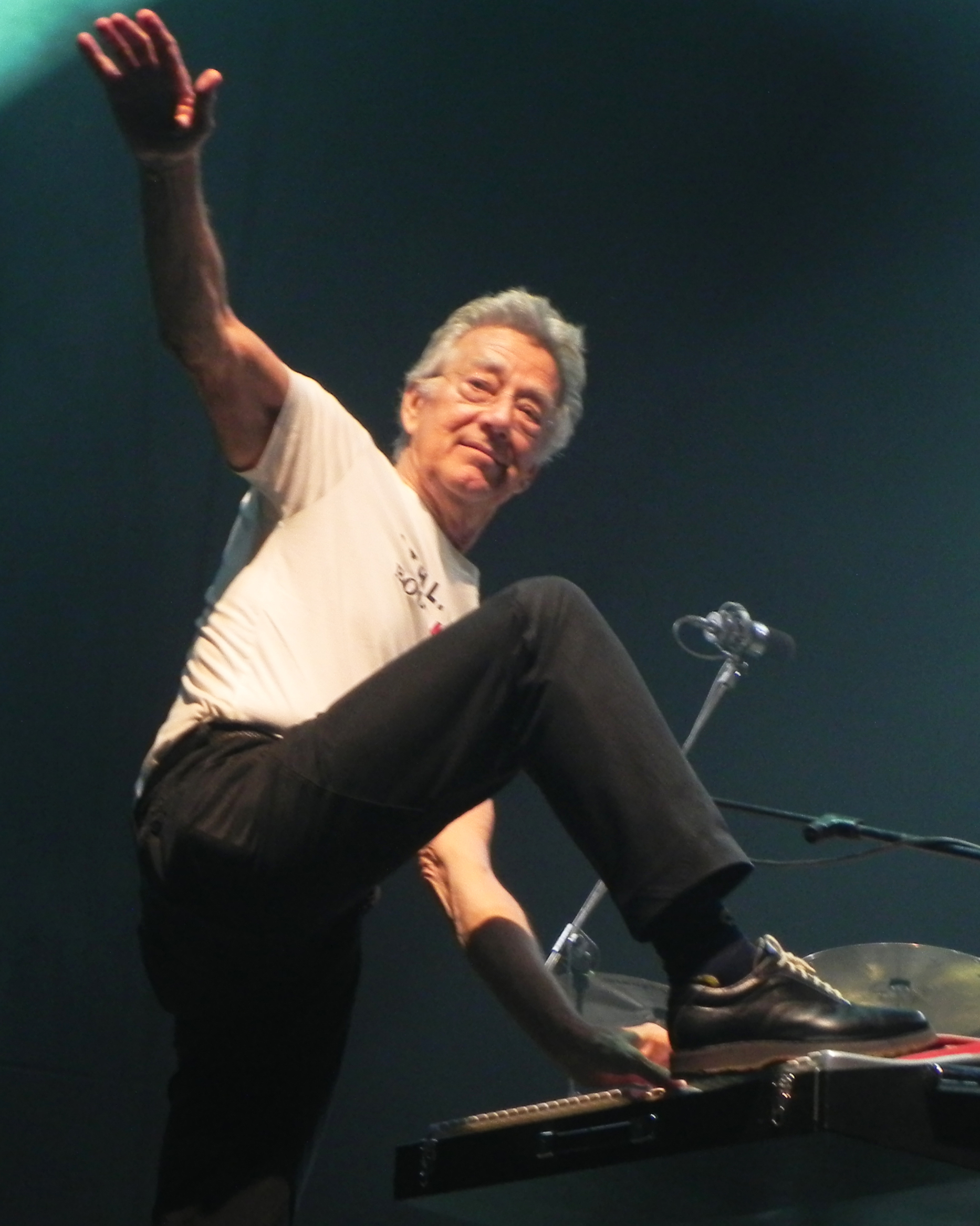
Ray Manzarek à Milan en 2012.

Avec les Doors

## Solo
- 1973 : The Golden Scarab - Avec, entre autres, Patti Smith, chant sur "I Wake Up Screaming"
- 1974 : The Whole Thing Started With Rock & Roll Now It's Out Of Control - Avec Joe Walsh, Patti Smith et Flo & Eddie, entre autres.
- 1983 : Carmina Burana
- 2006 : Love Her Madly

## Autres
- 2008 : Ballads Before The Rain
- 2011 : Translucent Blues
- 2012 : The Piano Poems: Live From San Francisco

## Collaborations
Avec Nite City
- Nite City (1977)
- Starwood Club, Los Angeles. 02/23/1977 (1977)
- Golden Days Diamond Nights (1978)

Avec Jim Morrison
- An American Prayer (1978) - Avec Robby Krieger, John Densmore et des musiciens de studio

Avec Piotr Bal
- Atonal Head (2006)

Avec Echo & the Bunnymen
- "Bedbugs and Ballyhoo" (1987)

Avec Michael McClure
- Love Lion (1993)
- The Piano Poems: Live From San Francisco (2012)

Avec Darryl Read
- Freshly Dug (1999)

Avec Roy Rogers
- Ballads Before The Rain (2008)
- Translucent Blues (2011)
- Twisted Tales (2013)

Lecture
- The Doors: Myth And Reality, The Spoken Word History (1996)

Avec Weird Al Yankovic
- Alpocalypse (2011) - Chanson "Craigslist" - Chanson parodique des Doors

Avec le poète Michael C. Ford
- Look Each Other in The Ears. Avec Ray Manzarek, Robby Krieger et John Densmore. 2014

### Production
Avec X
- Los Angeles (1980) - Orgue sur "Nausea", "The Unheard Music" ,  "The World's a Mess: It's in My Kiss", Synthétiseur sur "Sex and Dying in High Society"; + production
- Wild Gift (1981) - Production
- Under the Big Black Sun (1982) - Orgue sur Riding with Mary (Version single)
- More Fun in the New World (1983) - Production

## Filmographie

### Réalisateur
- 2008 : Riders on the Storm.

### Compositeur
- 1991 : Les Doors de Oliver Stone, dans lequel Ray Manzarek est joué par l'acteur Kyle MacLachlan.

## Ouvrages
- (en-US) Snake Moon, Night Shade Books, 2006, 202 p. (ISBN 9781597800419)
- (en-US) The Poet in Exile, Thunder's Mouth Press, 2001, 210 p. (ISBN 9781560253594)
- Le Poète en exil. Trad. de Gorian Delpâture, Aux Forges de Vulcain, 2021, 269 p. (ISBN 9782373051162)
- (en-US) Light My Fire : My Life With the Doors, G. P. Putnam's Sons, 1998, 352 p. (ISBN 9780399143991)
- Les Doors : La véritable histoire de Jean-Noël Ogouz; éditeur=Ed. hors collection, 1999, 352 p. (ISBN 2258051231)